# Wohn- und Wirtschaftsgebäude Burwinkel 14
Das Wohn- und Wirtschaftsgebäude Burwinkel 14 im niedersächsischen Elsfleth, Ortsteil Moorriem, Bauerschaft Burwinkel im Landkreis Wesermarsch, stammt von um 1900.

Aktuell (2023) wird es als Wohnhaus genutzt.
Das Gebäude steht unter Denkmalschutz (siehe auch Liste der Baudenkmale in Elsfleth).

## Geschichte
Die Marschhufensiedlung Moorriem mit der südlichen Bauerschaft Eckfleth erstreckt sich über etwa 16 Kilometer, wurde nach 1062 gegründet und erhielt im 14. Jahrhundert die heutige Struktur mit den schmalen, oft extrem langgestreckten Parzellen. Im Abstand von ca. 50 bis 100 Metern liegen zahlreiche Hofstellen auf Wurten.
Das eingeschossige giebelständige Wohn- und Wirtschaftsgebäude als Zweiständer-Hallenhaus mit Backsteinaußenmauern und Krüppelwalmdach und Niedersachsengiebeln mit Uhlenloch, stammt aus dem späten 19. Jahrhundert von um 1900. Die Traufseiten wurden erneuert, das Innere ist baulich verändert.

Auf dem breiteren Grundstück auf einer Wurt steht ein weiteres nicht denkmalgeschütztes Nebengebäude.
Das Landesdenkmalamt befand: „… geschichtliche Bedeutung … als beispielhaftes spätes Hallenhaus mit Backsteinaußenmauern aus der Zeit um 1900 … .“